# Mielikki
Mielikki és una deessa de la mitologia finesa (i que apareix també en la mitologia celta), la qual és considerada la deessa de la caça i dels boscos. Apareix en diverses llegendes i relats -per exemple el poema Kalevala - com esposa o nora de Tapio, també el déu de la caça, i com creadora de l'ós.
Se la coneix també com "La Mare del Bosc ric a Mel" o "La Senyora de la Vall i del Bosc", i és descrita, quan els caçadors han tingut sort, com bella, benigna, i ricament enjoiada; en cas contrari, apareix amb un aspecte desagradable i vestida amb parracs.
Mielikki és descrita com una hàbil sanadora que guareix les ferides de les urpes dels animals que han aconseguit escapar de trampes, ajuda els pollets que han caigut del seu niu, i guareix les ferides dels galls fers després de les seves exhibicions de seguici. Coneix molt bé les herbes curatives i ajudarà aquells que sàpiguen com demanar ajuda. Era venerada tant per aquells que practiquen la caça menor com per aquells que busquen bolets i baies.
El seu nom està compost per les paraules mieli (ment, plaer, sentiment, desig) i el sufix kki (afectuosa), per la qual cosa el seu nom significa "estimada" o "favorita".; un altre suggeriment és que el seu nom procedeixi de l'antiga paraula finlandesa mielu (sort)

## Curiositats
Mielikki i el seu espòs Tapio són esmentats en la cançó Elvenpath de la banda finlandesa de heavy metal Nightwish, la primera com Bluecloak, healer of the ill and sad (Capa blava, sanadora dels malalts i tristos) i el segon com Bearking, ruler of the forest (Rei ós, senyor del bosc).
Aquesta deessa ha estat la inspiració per a la deïtat del mateix nom que apareix als Regnes Oblidats, un escenari de campanya dissenyat per al joc de rol Dungeons & Dragons.
Un asteroide (el 2715) i una muntanya al planeta Venus porten el seu nom.